# 763 هـ
763 هـ هي سنة في التقويم الهجري امتدت مقابلةً في التقويم الميلادي بين سنتي 1361 و1362.

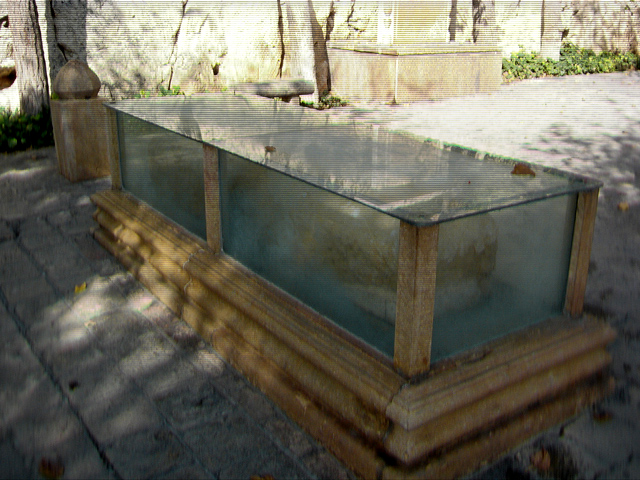
قبر خواجو الكرماني

## أحداث
- المتوكل على الله الأول يعتلي عرش الخلافة العباسية في القاهرة

## مواليد
- جلال الدين البلقيني
- ابن المرتضى
- بدر الدين الدماميني

## وفيات
- خواجو الكرماني
- شمس الدين محمد بن مفلح
- المعتضد بالله الثاني

- محمد بن أحمد بن عبدالقوي فقيه شافعي.